# 东湄本寺

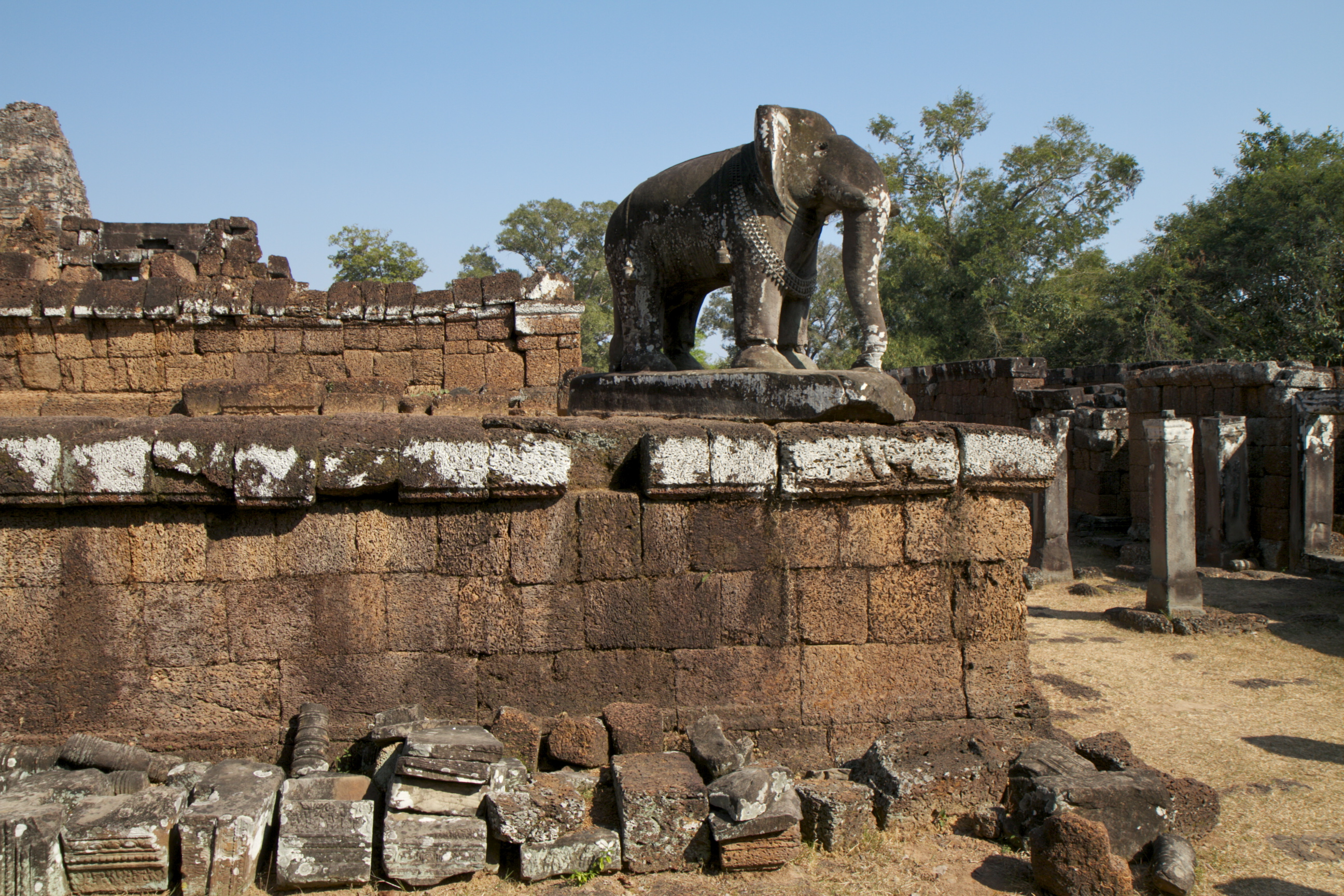
平台四角的大象雕像之一

东湄本寺是柬埔寨吴哥古迹之一，在东池中央。东湄本寺建设于953年，建筑風格为塔山樣式，正是罗贞陀罗跋摩二世統治時期。建筑有三层台阶，其上有双子塔。现今东池已经干涸，寺台显得特别高。

## 歷史
东湄本寺的存在是獻給印度教濕婆神並紀念國王的父母。建築物的位置反映了高棉建築師對方向和基本方向的關注。這座寺廟建在南北軸線上，距離羅貞陀羅跋摩二世的國家寺廟變身塔位於巴賴外以南約1,200公尺處。东湄本寺也與宮殿寺廟空中宮殿位於東西軸線上。
东湄本寺 以典型塔山建築風格建造，建於公元953年。建築物設有有兩個圍牆和三層。它包括全套耐用的高棉建築材料：砂岩、磚、紅土和灰泥。頂部是方形平台上的中央塔，平台角落有四個較小的塔。塔

今天從上層向外眺望的遊客可以想像從前環繞著寺廟的廣闊水域。基地的四個登陸台提醒人們曾經乘船到達寺廟。

## 圖片
- 正門
- 守護象
- 大象雕塑
- 帶有大象雕塑的下層露台
- 下台大象
- 楣板
- 細節
- 通往上層露台和主廟的樓梯
- 平台中心的主廟
- 寺廟內部